# Cliq Digital
Die Cliq Digital AG (Eigenschreibweise CLIQ, ehemals Bob Mobile AG) ist ein Unternehmen im digitalen Sektor, welches Konsumenten weltweit Streaming Entertainment Services anbietet. Das Unternehmen hat seinen Sitz in Düsseldorf und ist an der Börse in Frankfurt gelistet (Scale 30 Segment).

## Geschichte
Das Unternehmen wurde im Januar 2005 gegründet und war bereits im Gründungsjahr an den Märkten in Deutschland, Österreich, der Schweiz und den Niederlanden aktiv. Am 28. November 2005 folgte der Börsengang unter dem Firmennamen Bob Mobile AG.
In die Schlagzeilen geriet das Unternehmen, als es 2006 einen Klingelton herausbrachte, der auf die Entführung von Natascha Kampusch anspielte.
Am 1. Juli 2009 gab die Jarimovas GmbH, an der Vorstand Remco Westermann eine Mehrheitsbeteiligung besitzt, bekannt, einen Anteil von über 50 % der Aktien von Bob Mobile erworben zu haben.
Auf der ordentlichen Hauptversammlung am 24. August 2012 wurde die Namensänderung der Bob Mobile AG in Cliq Digital AG beschlossen, die Anfang September 2012 wirksam wurde.

## Produkte
CLIQ Digital vertreibt lizenzierte digitale Produkte in den Bereichen Musik, Hörbücher, Spiele, Sport und Film.

## Kritik
Kritisch betrachtet wurde das Produkt „Mobile Spy“, welches eine Ortung eines Mobiltelefones durch Angabe der vergebenen Nummer ermöglichen sollte. Durch die Werbung im Fernsehen und auf Webseiten wird suggeriert, dass der Nutzer in der Lage ist: „Jeden wann und wo er will zu orten“. Dass laut Telekommunikationsgesetz das Einverständnis des Georteten vonnöten ist, wird hierbei nicht erwähnt. Der Mobile Spy wurde auch als SpyMigo oder Mobile Spy 2.0 vermarktet.
Im Internet häuften sich zudem Meldungen, nach denen Bob Mobile Verbrauchern durch unlautere Mittel Abo-Verträge unterschob. So war bei Online-Vertragsabschlüssen nicht immer ersichtlich, wenn es sich um ein Abonnement handelt, auch klagten viele Anwender über per Telefonrechnung eingetriebene Kosten, für die kein Vertrag abgeschlossen worden sei. Besonders großes Echo fand dabei eine Kampagne bei Facebook, über die auch der Spiegel berichtete. Auch die Bundesministerin für Ernährung, Landwirtschaft und Verbraucherschutz Ilse Aigner äußerte sich im März 2010 in einer direkten Anfrage kritisch über diese teilweise unrechtmäßig abgeschlossenen Abos.
Im Doppelgänger-Tech-Talk-Podcast Folge 173 vom 24. August 2022 wird anhand umfangreicher Recherchen hergeleitet, dass die Kundenzahl von 1,7 Mio. vermutlich überwiegend nicht aus dem Streaminggeschäft stammt.